# Villard-Bonnot
Villard-Bonnot este o comună în departamentul Isère din sud-estul Franței. În 2009 avea o populație de 7.297 de locuitori.

## Evoluția populației
| An        | 1975  | 1982  | 1990  | 1999  | 2006  | 2009  |
| --------- | ----- | ----- | ----- | ----- | ----- | ----- |
| Populație | 6.031 | 6.039 | 6.382 | 6.904 | 7.265 | 7.297 |